# Asociación de Fútbol de Chipre
La Asociación de Fútbol de Chipre (en griego: Κυπριακή Ομοσπονδία Ποδοσφαίρου ΚΟΠ, en inglés: Cyprus Football Association CFA) es el organismo encargado de la organización del fútbol en Chipre, con base en Nicosia. Fue fundada en 1934 y está afiliada a la FIFA desde 1948 y a la UEFA desde 1962.
Se encarga de la organización de la Liga y la Copa de Chipre, así como los partidos de la selección nacional en sus distintas categorías.

## Historia
El primer torneo de fútbol disputado en Chipre fue un campeonato de liga que se inició en 1931, durante la ocupación británica de la isla. Después de tres ediciones, los clubes acordaron la creación de un organismo oficial necesario para su regulación. Así, en septiembre de 1934 fue fundada la Asociación de Fútbol de Chipre, que esa misma temporada 1934/35 impulsó la primera edición oficial del campeonato de liga y de copa.
La federación chipriota obtuvo reconocimiento oficial en 1948, al ser admitida por la FIFA. Un año después, el 23 de julio de 1949, la Selección de fútbol de Chipre jugó su primer encuentro internacional en Israel, en que los locales se impusieron por 3-0.
Tras conseguir la independencia de la soberanía británica, la selección chiprota jugó su primer partido internacional oficial (correspondiente a las clasificatorias de la Copa Mundial de 1962), el 23 de noviembre de 1960, en Nicosia, frente Israel. El partido terminó con empate a uno, si bien cuatro días después los israelitas se impusieron 6-1 en el encuentro de vuelta.
En 1962 la Asociación de Fútbol de Chipre dio un nuevo paso adelante, al ser aceptada como miembro de la UEFA, lo que permitió a los clubes del país disputar las competiciones europeas.